# Smolenice
Smolenice (deutsch Smolenitz, ungarisch Szomolány) ist eine Gemeinde in der Slowakei zirka 17 Kilometer nordwestlich von Trnava gelegen.

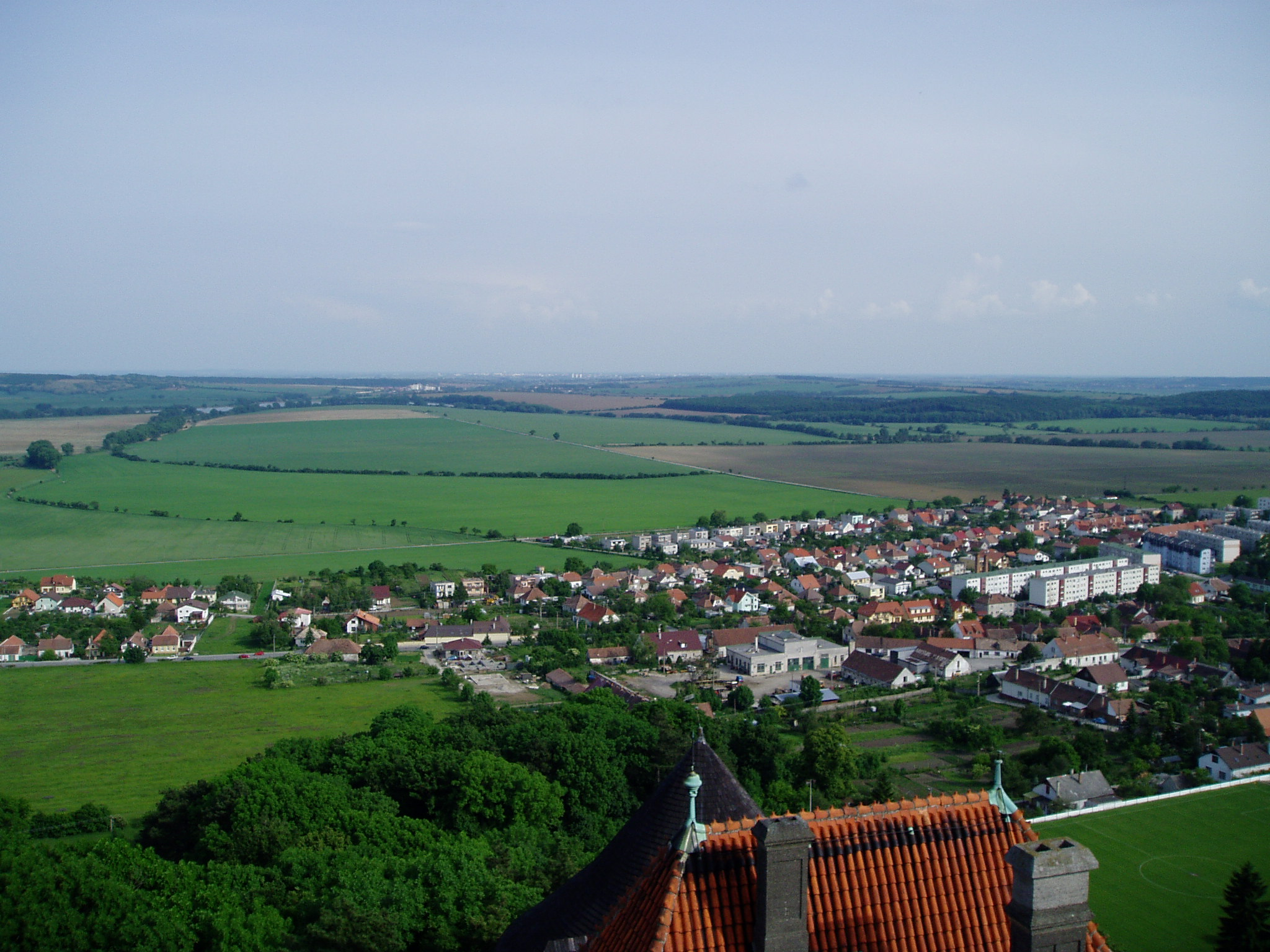
Blick vom Schloss auf den Ort

Sie besteht aus den Orten Smolenice und Smolenická Nová Ves, das bis 1948 Neštich (Neustift, ungarisch Jánostelek) hieß und 1960 eingemeindet wurde.

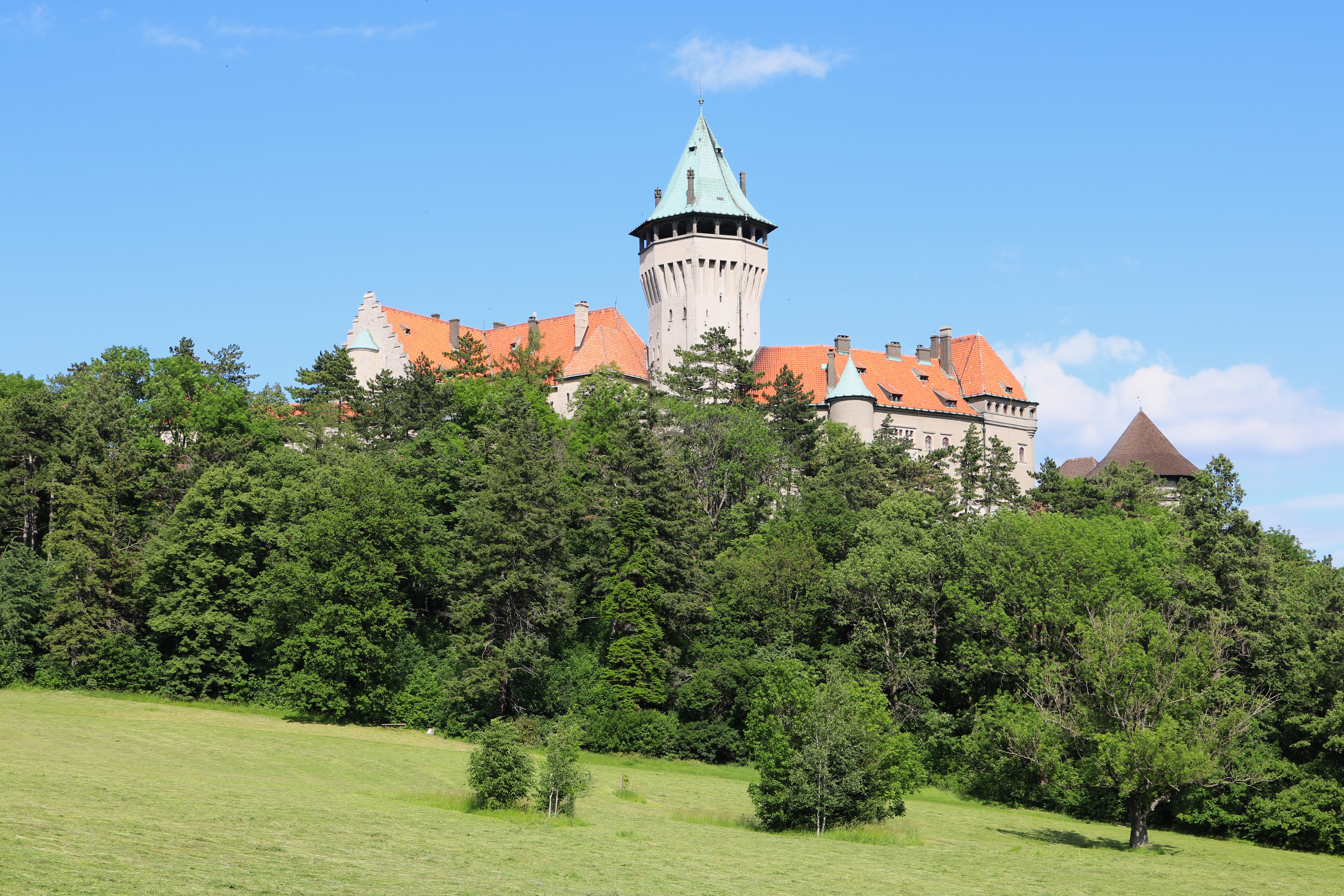
Schloss Smolenice

Smolenice wurde 1256 zum ersten Mal urkundlich erwähnt und ist vor allem durch das Schloss Smolenice bekannt geworden. Eine Renaissancekirche wurde von 1642 bis 1644 errichtet. Von 1705 bis 1707 war der Ort von den Kuruzen besetzt.
Westlich des Ortes befindet sich die Höhle Driny, die zurzeit als die einzige Schauhöhle in der gesamten Westslowakei gilt.

## Bevölkerung
| Jahr                | 1994 | 2004    | 2014    | 2024    |
| ------------------- | ---- | ------- | ------- | ------- |
| Anzahl der Personen | 3211 | 3235    | 3358    | 3228    |
| Unterschied         |      | +0,74 % | +3,80 % | −3,87 % |

| Jahr                | 2023 | 2024    |
| ------------------- | ---- | ------- |
| Anzahl der Personen | 3242 | 3228    |
| Unterschied         |      | −0,43 % |

## Töchter und Söhne
- Štefan Banič (1870–1941), Erfinder eines Fallschirms
- Marcel Gery (* 1965), kanadischer Schwimmer